# 아파치 카프카
아파치 카프카(Apache Kafka)는 아파치 소프트웨어 재단이 스칼라로 개발한 오픈 소스 메시지 브로커 프로젝트이다. 이 프로젝트는 실시간 데이터 피드를 관리하기 위해 통일된, 높은 처리량, 낮은 지연시간을 지닌 플랫폼을 제공하는 것이 목표이다. 요컨대 분산 트랜잭션 로그로 구성된, 상당히 확장 가능한 pub/sub 메시지 큐로 정의할 수 있으며, 스트리밍 데이터를 처리하기 위한 기업 인프라를 위한 고부가 가치 기능이다.
디자인은 트랜잭션 로그에 많은 영향을 받았다.

## 역사
아파치 카프카는 원래 링크드인이 개발한 것으로, 2011년 초에 최종적으로 오픈 소스화되었다. 2012년 10월 23일에는 아파치 인큐베이터로부터 완전히 빠져나왔다. 2014년 11월 링크드인에서 카프카를 만들던 일부 엔지니어들이 카프카에 집중하기 위해 Confluent라는 새로운 회사를 창립하였다.

## 카프카를 사용하는 기업
다음은 카프카를 사용하고 있는 저명한 기업 목록이다:
- 애플[7]
- Betfair[8]
- 시스코 시스템즈[9]
- Cloudflare[10]
- Conviva[11]
- 카카오[12]
- 이베이[13]
- Hyperledger Fabric[14]
- HubSpot[15]
- 넷플릭스[16]
- 뉴욕 타임스[17]
- 페이팔[18]
- 핀터레스트[19]
- 세일즈포스닷컴[20]
- Shopify[21]
- 스포티파이[22]
- 티켓마스터[23]
- Uber[24]
- 월마트[25]
- Yelp[26]
- 플립카트[27]

## 같이 보기
- 아파치 스파크 스트리밍
- 데이터 분산 서비스
- 메시지 지향 미들웨어
- 서비스 지향 아키텍처